# てれごじ。
『てれごじ。』は、1999年（平成11年）4月から四国各県のNHK総合テレビで放送されたNHK松山放送局制作の音楽バラエティ番組である。

## 概要
月曜 - 金曜 17:05 - 18:00に放送されていた55分間の生放送番組で、大相撲本場所・選抜高等学校野球大会・全国高等学校野球選手権大会の開催期間中には放送を休止していた。番組スタート時のレギュラー出演者は森下和哉、仲田真紀子、上筋優子、DJ prince、たろー、GGガールズだった。
NHKの番組としては珍しく、アーティストたちのプロモーションビデオ（以下PV）を流していた。番組1年目は主にスタジオでのトーク、大街道商店街からの中継、合間にPVの放送、お天気カメラからの中継という構成で、番組スタート時には「GGガールズのじんじんさせて」（毎回コーナー名が変わる）などのコーナーもあった。大街道商店街からの中継を担当したのは主にたろーで、常にスタジオからの指令に応える形でコーナーを進行していた。「たろーのわらしべ長者に挑戦!」などは、後にテツandトモが旅人役を務める「テツandトモのてれごじ。道中膝栗毛」へと受け継がれた。時には「たろーのしまなみ海道をゆく!」などのスペシャルコーナーを設け、それに森下が挑戦させられることもあった。
2000年4月からは四国各県のNHK放送局が曜日ごとに番組制作を担当する体制になり、NHK高知放送局制作分については『てれごじ。KOCHI』として放送。この時にはまだ四国全県で同じものが放送されていたが、2001年4月からは各局の放送内容が完全に独立し、県域番組と化した。なお、制作本元であるはずの松山放送局は他の3局よりも早く2002年3月に番組を打ち切っており、同年4月に『だんだん5』を始めている。他の3局はその後も2003年3月まで各県版の『てれごじ。』を放送し続けていた。

## 出演者
- 森下和哉（通称：モリカズ）
- 仲田真紀子（通称：マッキー）
- 上筋優子（通称：スージー）
- DJ prince
- たろー
- GGガールズ（白・黒・青・ピンク・イエロー・グリーン）
- ココナッツJr.
- 内山俊哉（通称：ウッチー）
- 秋鹿真人（通称：あきぷー）
- 石川光太郎（通称：コータロー）
- 木本あさ（通称：アーサー）
- 安部みちこ（通称：みっち）
- 陣内智衣
- 吾妻謙
- 井原陽介
- よね
- とーる
- ほか

## スタッフ
- 四方さすぺんだー
- 中村%
- コミネQ
- ジャンボ小倉
- 高崎+
- えーちゃん
- アユギータカ
- ランサ・ノゾミ
- イタさん
- 小木SUN
- まっしー

## テーマ曲
オープニングテーマにはザ・フーの「マイ・ジェネレーション」を使用。エンディングテーマにはGRAPEVINEの「光について」を使用（共に番組スタート時）。後に宇多田ヒカルなどの楽曲をいち早く採用し、流行をリードした。

## 人気コーナーなど[独自研究?]
- 俺のはスゴい! （担当：モリカズ）
- モリカズにきけ! （担当：モリカズ）
- じんじんさせて（担当：GGガールズ、マッキー）
- ファッションチェック（担当：スージー）
- わらしべ長者に挑戦! （担当：たろー）
- しまなみ海道をゆく! （担当：たろー）